# La Boîte de conserve
La Boîte de conserve (La barattola) est une nouvelle fantastique de Dino Buzzati, incluse dans le recueil Le K publié en 1966.

## Résumé
Alors qu'une jolie jeune fille choisit la chanson la Boîte de conserve dans un juke-box, un homme l'aborde et lui affirme savoir pour quelle raison elle aime tant cette chanson populaire où on entend le tintement « dlen ! dlen ! » de quelqu'un qui frapperait le fer-blanc d'une boîte de conserve. 
Curieuse, la jeune fille ne met pas fin à la conversation et l'homme finit par lui dire : « La Boîte de conserve vous plaît énormément [...] parce que c'est votre portrait tout craché ». La jeune fille essaie de prendre un air offusqué, mais l'homme éclate de rire et ajoute qu'elle est bien tout le contraire d'une boîte de conserve, car c'est elle « qui donne des coups de pied dedans, la fait rouler, la fait rebondir çà et là sans aucune pitié ». 
Plus tard, l'homme accompagne la jeune fille jusqu'à la station de tram et plaide qu'il est une victime en se comparant à une boîte de conserve malmenée. Par un subterfuge, il parvient néanmoins à connaître le prénom de Luisella.
Après ce préambule, les deux jeunes gens se revoient et développent une relation amoureuse qui a le tort de s'effriter très rapidement. Mais c'est l'homme qui se désintéresse de Luisella, non le contraire.
Un soir que Luisella tourne en rond dans son appartement avec un gros mal de tête et l'espoir naïf de recevoir un appel du jeune homme, elle croit soudain entendre sonner le téléphone. Elle se méprend. C'est qu'en bas, dans la rue, un homme donne, tout en marchant, des coups de pied dans une boîte de conserve : or le tintement « dlen ! dlen ! » ne provient pas de l'objet, il provient de Luisella elle-même.  